# Діод постійного струму

Графічне позначення діода постійного струму на принципових електричних схемах.

Діод постійного струму[джерело?] (англ. Constant-current diode) — це електронний пристрій, який обмежує струм до максимально заданого значення для пристрою. Він також відомий як струмообмежувальний діод або діод, що регулює струм. 

Внутрішня структура

Ці діоди складаються з n-канального польового транзистора з керувальним  p-n переходом (англ. JFET), який функціонує  як обмежувач струму або джерело струму (аналогічно діода Зенера, що обмежує напругу). Діод постійного струму має тільки два виводи. Він дозволяє струму, що проходить через нього, підніматися до певної величини, а потім стабілізуватися на певному значенні. На відміну від діодів Зенера, ці діоди стабілізують струм, а не напругу. Ці пристрої зберігають струм, що протікає через них, незмінним, коли напруга змінюється.